# إيرني بريان
إيرني بريان (بالإنجليزية: Ernie Bryan)‏ (6 يونيو 1926 في المملكة المتحدة - 1 مارس 2008 في المملكة المتحدة) هو لاعب كرة قدم ويلزي في مركز الظهير. لعب مع نادي تشستر سيتي وColwyn Bay F.C. ‏.